# Batá
Il batá è uno strumento musicale a percussione, da sempre associato alla divinità yoruba Shango. I Batá si diffusero dopo il 1800 dagli schiavi africani deportati a Cuba.
Lentamente il batá si diffuse nella cultura cubana e incominciò ad assumere significati più laici, nonostante il fatto che ancora oggi la cultura yoruba non è stata abbandonata.
Nel 1935 la radio cubana ha contribuito alla diffusione di questo strumento, mandando in onda brani suonati con i batá ai fini di musica folkloristica.
I tamburi batá sono stati introdotti in altri generi musicali, in particolare a Cuba, come Timba, Jazz e Hip Hop.
| Controllo di autorità | LCCN (EN) sh98005043 · GND (DE) 1033960586 · J9U (EN, HE) 987007537239405171 |